# Deep Insanity
『Deep Insanity』（ディープインサニティ）は、スクウェア・エニックスによるメディアミックス作品。2020年より展開が行われ、漫画、ゲーム、アニメなどが発表されている。

## 登場人物
時系列は漫画→アニメ→ゲームの順。共通して登場するキャラクターもいる。
ヒルデガルド・オルインピアーダ・山田（ヒルデガルド・オルインピアーダ・やまだ）
漫画の主人公。長い髪の女性。19歳。銃器の扱いに長けており、南極のなんでも屋をしている。「ロックホッパー商会」のメンバー。
セルジュと出会い、彼を助手にする。
南極の地下にて、異形化した右腕を切り落としたため、義手になっている。そのため、対異形用の装備にしている。。
セルジュ・ソル
少年。15歳。洋上隔離病棟のスタッフ。ランドルフ症候群によって故郷の人々が眠りについたため、孤児になっている。
病院船アメリゴ・ヴェスプッチで6年も過ごす内に、大学を卒業して言語学者の資格も取得。病院船で勤務していたが、とある事件から山田と出会って、睡蓮を捜そうと南極に向かおうとする。
時雨・ダニエル・魁（しぐれ・ダニエル・かい）
声 - 下野紘、関根明良（幼少期）
アニメの主人公。ヒーローに憧れを持ち、アンタークティカ・フロントのスリーパーを志願し、集中力が高いことを評価された。アサイラムの最前線について調査している第11小隊（ヴェーラ小隊）に配属することになる。
レスリー・ブラン
声 - 鳥海浩輔
アニメの登場人物。第11小隊 副隊長。長い髪で女言葉で話す。私服や潜入任務で女装する事もある。新人の時雨やヴェーラ小隊長を気に掛ける優しい一面を見せる。
ヴェーラ・ルスタモワ
声 - 小清水亜美
アニメでは第11小隊 隊長。ゲームではロシア連邦軍参謀本部情報総局（GRU）出身のアンタークティカ・フロントにおける南極大隊指揮官兼現場監督。
経歴は維持的に隠蔽された形跡があったことから不明な点が多く見られる。かつては前線で戦っていたスリーパーであったが、指揮能力の高さを買われたことにより、現在は小隊長の一人としてスリーパーらへの指揮命令が主な役割となっている。
ローレンス・ラリー・ジャクソン
声 - 広瀬裕也
アサイラム調査が脳科学に役立つと考え入隊した。おとり捜査が得意でいたずら好き。一切の痛みを感じない特異体質。
小鳩 玲香（こばと れいか）
声 - 野口瑠璃子
眼鏡をかけ右足が義足の女性。最新鋭の戦闘用義足が手に入ると知り入隊した。百合とBLの同人作家上がり。お嬢様口調で喋る。
餅木 スミレ（もちき スミレ）
声 - 本渡楓
19歳の元地下アイドル。悪徳事務所にてアダルトビデオに出演させられそうになるも、サニティアンカーといった才能を持っていたことから南極に行くことが決まった。
配属した当初はランドルフ症候群を解決し英雄になって知名度を上げようとトップ芸能人を目指そうとしていたため、自身が戦闘員ではなかったことに不満があった。
ウー・イノミネタス
声 - 梅原裕一郎
ゲームの主人公。大量殺人事件が起きた現場・療養院で生き残った、たった一人の者。年齢は不明。
そこに残されていた記録によると、職員にカルティストが入り込んでおり、患者らを生け贄にし、殺そうとしていたことが解っており、真相は不明だが、患者やカルティストら全員が悍ましい殺され方をされ、彼一人のみが生き残った。
アニメでは最終回のみ登場。
マヌエラ・ロドリゲス
声 - 沼倉愛美
メキシコ出身でカポエイラの達人。無神論者で、シビアな現実主義者だが金に弱い。料理上手で激辛好き。
真喜志 エリカ（まきし エリカ）
声 - 富田美憂
17歳。沖縄県出身。格闘技の才能、およびスリーパー適正を見込まれ、コンロンにスカウトされ、アンタークティカ・フロントに移籍したものの、その経緯は不明である。
空手の女子ジュニア世界チャンピオンの一人であり、どんなスポーツでも必ず好成績をあげ運動神経抜群でもあり、生まれながらのアスリートでもある。
陰湿ないじめを受けており、暴力沙汰を起こし引きこもりになった時期もある。
ジェイド・ガブリエル・オゾン
声 - 小原好美
フランス人女性。特異視覚を持ち、彼女にだけ見える「天使」と会話する。
マキシーン・クラーマー
声 - 大空直美
ドイツ系の少女騎士。十一世紀ヨーロッパからアサイラムに迷い込んだ。
ファティマ・サラ
声 - きそひろこ
身長2メートルのアフリカ系女性で元エチオピア陸軍所属。国連軍に派遣されていた。
エルシー
声 - 田中貴子
エグザイルの少女。
ペンテシレイア
声 - 木野日菜
エグザイルでありながら、アサイラムと地上を自由に行き来できる特異体質の持ち主。なんでも食べる。
ベリー・バッドマン
声 - ブリドカットセーラ恵美
他のスターチャイルドと同じく、ある種の強迫観念として殺戮を繰り返す。殺戮した人間をゾンビ化できる。
マスターカラテカ
声 - 間宮康弘
邪悪な超人「スターチャイルド」たちの首領。
睡蓮（すいれん）
少女。ランドルフ症候群で沈んだ街にて保護された。本名や年齢も不明であり、睡蓮という名前は、彼女の病室に飾ってある睡蓮の絵を見た誰かが言い出して呼び名となっている。
昏睡以前の記憶が全くなく、昏睡中に見た夢は覚えているため、それを絵や粘土細工で表現している。
鍵と呼ばれている。
マーゴット・マクギル
女性。ジェームズ直属の対異形戦闘専門に教育されている。
5年前に香港でジェームズに保護された。その際、目の前で異形と化していた母親を倒されている。

## 漫画
『Deep Insanity NIRVANA』（ディープインサニティ ニルヴァーナ）のタイトルで、『月刊ビッグガンガン』（スクウェア・エニックス）にて2020年1月24日発売のVol.02より2023年3月25日発売のVo.04まで連載。
- 海法紀光、深見真（原案） / 塩野干支郎次（作画） 『Deep Insanity NIRVANA』 スクウェア・エニックス〈ビッグガンガンコミックス〉、全6巻
  1. 2021年9月25日発売[23]、ISBN 978-4-7575-7440-3
  2. 2021年9月25日発売[24]、ISBN 978-4-7575-7441-0
  3. 2021年11月25日発売[25]、ISBN 978-4-7575-7587-5
  4. 2022年3月25日発売[26]、ISBN 978-4-7575-7845-6
  5. 2023年5月25日発売[27]、ISBN 978-4-7575-8586-7
  6. 2023年5月25日発売[28]、ISBN 978-4-7575-8587-4

## テレビアニメ
2021年10月から12月まで『Deep Insanity THE LOST CHILD』（ディープインサニティ ザ・ロストチャイルド）がTOKYO MXほかにて放送された。漫画版とゲーム版の中間に位置した時代を舞台としたストーリーが描かれる。
2022年3月30日に全12話を収録したBlu-ray BOXが発売された。

### スタッフ
- 原作・製作 - SQUARE ENIX[11]
- 世界観原案 - 深見真、海法紀光、塩野干支郎次[11]
- 監督 - 大沼心[11]
- シリーズ構成・脚本 - 下山健人[11]
- キャラクターデザイン・総作画監督 - 山吉一幸[11]
- サブキャラクターデザイン - 井本由紀
- 色彩設計 - 水本志保[11]
- 美術監督 - 新城湧基[11]
- 美術設定 - 前田実
- 3Dディレクター - 北村浩久[11]
- UIデザイン - 大久保幹夫
- 撮影監督 - 山本聖[11]
- 編集 - 木村勝宏[11]
- 音響監督 - 郷文裕貴[11]
- 音響制作 - ビットグルーヴプロモーション[11]
- 音楽 - 未来古代楽団[11]
- 音楽プロデューサー - 砂守岳央
- 音楽制作 - アナログローグ
- 企画・プロデュース - 石井諒太郎
- チーフプロデューサー - 木村康貴
- プロデューサー - 小松翔太
- アニメーションプロデューサー - 鬼塚康介
- アニメーション制作 - SILVER LINK.[11]
- 制作協力 - KADOKAWA[11]

### 主題歌
「命の灯火」
鈴木このみによるオープニングテーマ。作詞・作曲は草野華余子、編曲は草野華余子とebaと岸田。
「真珠色の革命」
伊東歌詞太郎によるエンディングテーマ。作詞・作曲は伊東歌詞太郎、編曲はakkin。

### 各話リスト
| 話数   | サブタイトル | 絵コンテ        | 演出     | 作画監督 | 初放送日        |
| ------ | ------------ | --------------- | -------- | --- | --------------- |
| 第1話  | take 01      | 大沼心 岩畑剛一 | 関根侑佑 | 原口渉 井本由紀 大槻南雄 武志鵬 三船智帆 RadPlus                                                                    | 2021年 10月13日 |
| 第2話  | take 02      | 澤井幸次        | 尾上皓紀 | 竹森由加 上田彩朔 本舘耐 武志鵬 RadPlus 許小山 柴晨鐘 虞錫峰 王敏 周健 趙小川 姜智慧 劉冬冬                         | 10月20日        |
| 第3話  | take 03      | なかの★陽       | 星野美鈴 | 永田正美 趙小川 姜智慧 王敏 劉冬冬 李偉峰 周健 Revival                                                              | 10月27日        |
| 第4話  | take 04      | 沖田宮奈        | 近橋伸隆 | 亀田朋幸 陳亮 菊池一真 Lee Jong Man                                                                                 | 11月3日         |
| 第5話  | take 05      | 玉村仁          | 小柴純弥 | 井本由紀 渡部桂太 服部憲知 王敏 姜海華 陳玲 李偉峰 周文龍 黄永平 胡威 陳暁嵐 陳潔瓊 寿門堂                          | 11月10日        |
| 第6話  | take 06      | 澤井幸次        | 関根侑佑 | 竹森由加 武志鵬 三船智帆 ワン・オーダー セブンシーズ 予星_MIC                                                       | 11月17日        |
| 第7話  | take 07      | 金澤洪充        | 丸山由太 | 本舘耐 片山敬介 井本由紀 日向寺郁晶 三船智帆 直木祥子 RadPlus STUDIO MASSKET ワン・オーダー                         | 11月24日        |
| 第8話  | take 08      | なかの★陽       | 星野美鈴 | 永田正美 慧敏 セブンシーズ BigOwl RadPlus Revival                                                                   | 12月1日         |
| 第9話  | take 09      | 澤井幸次        | 近橋伸隆 | 井本由紀 野馬動画                                                                                                   | 12月8日         |
| 第10話 | Re:take      | 芝久保          | 尾上皓紀 | 井本由紀 櫻井拓郎 ビート 24FPS Seed Studio EverGreen セブンシーズ Revival へばらぎ 10second 日影工房 ワン・オーダー | 12月15日        |
| 第11話 | Revolution   | 芝久保          | 小柴純弥 | 三船智帆 武志鵬 本舘耐 日向寺郁晶 川口弘明 櫻井拓郎 RadPlus セブンシーズ ワン・オーダー SPRINGRIVER Revival BEEP    | 12月22日        |
| 第12話 | Resolution   | 澤井幸次        | 関根侑佑 | 井本由紀 竹森由加 西田美弥子 武志鵬 小牧容子 渡部桂太 服部憲知 永田正美 BigOwl Seed BEEP                            | 12月29日        |

### 放送局
| 放送期間                      | 放送時間                     | 放送局     | 対象地域   | 備考                                 |
| ----------------------------- | ---------------------------- | ---------- | ---------- | ------------------------------------ |
| 2021年10月13日 - 12月29日     | 水曜 0:30 - 1:00（火曜深夜） | TOKYO MX   | 東京都     |                                      |
|                               | 水曜 1:00 - 1:30（火曜深夜） | BS11       | 日本全域   | 『ANIME+』枠                         |
|                               | 水曜 2:30 - 3:00（火曜深夜） | 毎日放送   | 近畿広域圏 | 『アニメ特区』第1部                  |
|                               | 水曜 21:30 - 22:00           | AT-X       | 日本全域   | CS放送 / 字幕放送 / リピート放送あり |
| 2021年10月16日 - 2022年1月4日 | 土曜 2:05 - 2:35（金曜深夜） | テレビ愛知 | 愛知県     | 最終回のみ曜日変更                   |

インターネットでは、最速放送に合わせてABEMAにて単独配信され、その後dアニメストア、niconico、GYAO!、ひかりTV、FOD、バンダイチャンネル、Hulu、TELASA、J:COMオンデマンド、みるプラス、アニメ放題、U-NEXT、Amazon Prime Video、Tver、MBS動画イズム、Rakuten TV、DMM.com、music.jp、ビデオマーケット、HAPPY!動画、クランクイン！ビデオ、ムービーフルplusにて2021年10月20日（19日深夜）以降に順次配信。

## ゲーム
『Deep Insanity ASYLUM』（ディープインサニティ アサイラム）のタイトルで2021年10月14日よりサービスを開始したスマートデバイス向けアプリゲーム。開発担当は元気。
主題歌「マドロミ」は、天音かなたと常闇トワによる楽曲で、作詞・作曲・編曲を未来古代楽団の砂守岳央が手掛ける。
2022年10月31日をもってサービスを終了した。

## Webラジオ
餅木スミレ役の本渡楓と真喜志エリカ役の富田美憂によるWebラジオ『Deep Insanity Antarctica Front Radio』が、2021年10月23日から2022年1月22日にかけて音泉にて毎週土曜に配信された。